# Bolton (Connecticut)
Bolton es un pueblo ubicado en el condado de Tolland en el estado estadounidense de Connecticut. En el año 2005 tenía una población de 5.170 habitantes y una densidad poblacional de 139 personas por km².

## Geografía
Bolton se encuentra ubicada en las coordenadas 41°45′51″N 72°26′15″O / 41.76417, -72.43750.

## Demografía
Según la Oficina del Censo en 2000 los ingresos medios por hogar en la localidad eran de $0, y los ingresos medios por familia eran $0. Los hombres tenían unos ingresos medios de $0 frente a los $0 para las mujeres. La renta per cápita para la localidad era de $0. Alrededor del 0.0% de la población estaban por debajo del umbral de pobreza.